# Uniunea Democratică Etiopiană
Uniunea Democratică Etiopiană (în amharică የኢትዮጵያ ዴሞክራሲያዊ ህብረት), acronimEDU, a fost unul dintre partidele de opoziție ce s-au opus administrației guvernului provizoriu al Etiopiei comuniste.